# Priszloptelep
Priszloptelep (románul: Prislop) falu Romániában, Erdélyben, Szeben megyében. Közigazgatásilag Resinár községhez tartozik.

## Fekvése
Resinártól 3, Nagyszebentől 15 km-re található.

## Nevének eredete
A román prislop 'hegyi tisztás' szóból származik.

## Története
Resinár cigánytelepe, az anyaközségből vált ki. Lakói emberemlékezet óta román anyanyelvűek. Foglalkozásuk a 19. századig az aranymosás volt.

## Lakossága
1910-ben 206 cigány lakosa volt, közülük 185 görögkatolikus és 21 ortodox vallású.

2002-ben 243 lakójából 241 volt cigány.

## Gazdasági helyzet
Lakói a közcélú munka fejében kapott szociális segélyen kívül seprűkötésből, kosárfonásból, napszámos munkából és bogyós gyümölcsök gyűjtéséből élnek.